# Partido Democrata-Cristão (El Salvador)

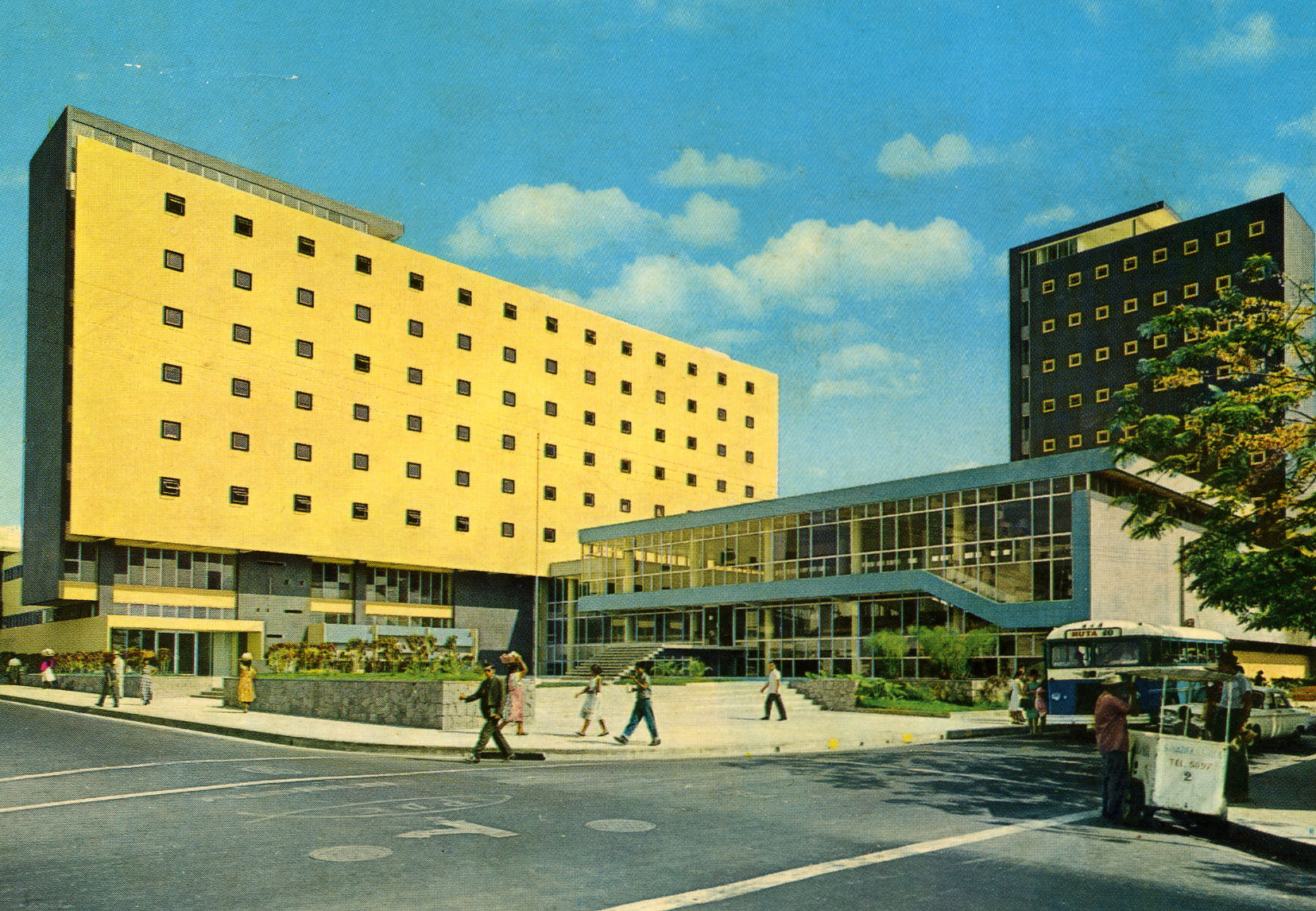
Biblioteca Nacional e edifício do MINED antes do terramoto

O Partido Democrata-Cristão (em espanhol: Partido Demócrata Cristiano) é um partido político de El Salvador. Foi fundado em 12 de outubro de 1960.